# Интраутерина фетална хипоксија
Интраутерина фетална хипоксија је патолошко стање а не болест, које се јавља када фетуса, када он из одређених разлога (пролапс или оклузија пупчане врпце, плацентарни инфарк, пушење мајке, пренатална асфиксија итд) у свом организму нема довољну количину кисеоника. Интраутерина хипоксија, уколико дуже траје, може изазвати реверзибилно оштећење ћелија унутар централног нервног система (мозга и кичмене мождине), или резултовати повећаном стопом смртности, укључујући повећани ризик од синдрома изненадне смрти одојчади (СИДС). Снижен ниво кисеоника код фетуса и новорођенчета је један од битних чинилаца било као примарни или као доприноснећи фактор у бројним неуролошким и неуропсихијатријским поремећајима као што су епилепсија, поремећај хиперактивности са недостатком пажње, поремећаји у исхрани и церебрална парализа.

## Епидемиологија
Ембриогенеза, раст фетуса и његово преживљавање у перинаталном периоду зависи од оптималног здравља мајке и од нормалног развој плаценте. Излагање мајке упорном хипоксичном окружењу може довести до критичних оштећења виталних органа фетуса. Неуспех нормалне функције плаценте може имати сложене акутне и хронични ефекте не само на развој фетуса и интраутерине поремећаја раста, већ и на појаве асфиксије и других вишеструких поремећаја попут прераног периода порођаја и перинаталне смрти.
И поред тог што је савремена медицина довољно добро проучила патологију феталне хипоксије, и тако постала способна да је правовремено идентификује и елиминише епидемиолошки гледано број случајева из ове патологије (са више од 10% свих трудноћа и порођаја), у исто време не опада, већ супротно очекивањима расте, и постаје један је од главних узрока морбидитета и морталитета у нерођених беба и/или новорођенчади у првој недељи живота.
Примера ради, у САД, интраутерини поремећај раста и прематурне комплиције јављају се у око 12% трудноћа и представља главни узрок перинатални морталитет и морбидитет који до данашњих дана чини до 75% перинаталних смрти.
Дугорочно гледано интраутерина фетална хипоксија, за собом оставља и бројне органске последице, као што су церебрална парализа, губитак слуха, ретинопатије и хронична плућа болест, што је директно повезано са значајним емоционалним оптерећењем угрожених породица са оваквом децом и великим трошкове здравствене заштите како за појединца тако и за друштво у целини.

## Етиопатогенеза
На почетку ембрионалног развоја фетуса, хипоксија не игра главну улогу, јер у раном развоју структуралних срчаних малформација вероватно због тога што се у раном развојном периоду ембриогенеза овај процес ионако одвија у анаеробним условима. Тек од другог и трећег триместра, кисеоник постаје важан чинилац за нормалну феталну органогенезу и даљи раст фетуса. Ако се у тој фази фетус изложи акутној хипоксији, он у циљу заштите он још има бројне заштитне механизме: 
- Непосредну заштиту од оксидативног стреса успостављеном регулацијом гена.[8]
- Стимулацију синтезе азот оксида, која побољшава ћелијску сигнализацији за покретање механизме одбране, затим настаје инхибиција тромбоцита и регулација апоптозе.
- β2AR and Gsα регулишу и одржају довољан кардиолошки учинак.

Међутим код перзистентне (хроничне) хипоксије долази до прераног изласка организма фетуса из нормалног ћелијског циклуса, што доводи до појачане апоптозе (која је мање изражена), и хипертрофије кардиомиоцита. Иако овај процес има за циљ да створи бољу енергетску ефикасност током хипоксичних услова он такође резултује мањом величином срчаних комора. Измењена регулација изазвана хипоксијом, потом доводи до појаве експресија гена, као одговор на интраутерину хипоксију, каја се даље наставља у зрело доба и опонаша промене код одраслих са хроничном срчаном инсуфицијенцијом. 
У даљем току развоја трудноће хипоксија успорава раст фетуса, а рестрикција раста се сада сматра фактором ризика од превремене артеријске хипертензије и
кардиоваскуларне болести, вероватно секундарног порекла у односу на ендотелне дисфункције. 

### Етиолошки фактори
За настанак интраутерине феталне хипоксије као најзначајнији етиолошки фактори наводе се директни и индиректни чиниоци: 
Директни чиниоци — су непосредно повезани са трудноћом, прате недостатак кисеоника у организму фетуса и новорођенчади, и узрокује изузетно велики број компликација током трудноће и порођаја
Индиректни чиниоци — у које спадају бројни узроци који нису директно повезани са трудноћом. 
Сви узроци који могу довести до антенаталне, интранаталне и перинаталне хипоксију фетуса могу се поделити у пет група.
| Група поремећаја | Патологија                          | Етиолошки чиниоци |
| ---------------- | ----------------------------------- | --- |
| Прва             | Плацентална патологија              | Аномалије развоја, плаценте превија и плацентелна абрупција, трауме, хеморагија, тумори, инфекције плаценте. |
| Друга            | Патологија пупчане врпце            | Развојне аномалије, торзија пупчане врпце, прави чвор пупчане врпце. |
| Трећа            | феталне патологије                  | Сензитизација резус фактора, интраутерина ретардација раста, интраутерине инфекције, малформације фетуса, генетске болести. |
| Четврта          | Компликован ток трудноће и порођаја | Највећи удео у овој групи чини гестоза и дуготрајна опасност од абортуса. Остали, не мање важни узроци обухватају: анемију током трудноће, нефропатију, антифосфолипидном синдром, интраутерине инфекције, полихидрамнион и олигохидрамнион, вишесгтруку трудноћу, превремени порођај, дисфункцију материце, продужену трудноћу. |
| Пета             | Хроничних поремећаја у трудноћи     | Најћешча стања у овој групи су: кардиоваскуларне промене (реуматизам, болести срца, цардиопсицхонеуросис), ендокриних (дијабетеса, болести штитасте жлезде, гојазност), хроничне болести бубрега, плућа, јетре, крви, карцином, наркоманија, алкохолизам.                                                                        |

Сви наведени узроци доводе и до матерично — постељичне инсуфицијенције, главног фактора у развоју хроничне хипоксије, која у неким случајевима може бити последица утицаја нпр. егзогених чинилаца који се јављају у условима ниског парцијалног притиска кисеоника у удахнутогм ваздуху (висинска подручја, далеко на северу света, итд).

## Облици интраутерине хипоксије
Како је нтраутерина хипоксија повезана са разним стањима мајчине плаценте и стањем самог фетуса што се може манифестовати другачије и имати различите исходе. Кингдом и Кауфман суради лакшег сагледавања овог поремећаја предложили следећу класификују, или 3 подтипа хипоксичних стања у трудноћи
| Потип хипоксије          | Главне карактеристике |
| ------------------------ | --- |
| Преплацентна хипоксија   | - У овом стању и мајка и њен фетус ће бити изложени хипоксији. - Главни узроци преплацентне хипоксија је хипоксична средина (висока висина) и постојеће кардиоваскуларне болести мајке као што је цијанотична болест срца, срчана инсуфицијенција или плућна хипертензија. - Узрок може бити и анемија мајке, инфекције и хронична упала, која додатно ограничити унос кисеоника и испоруку кисеоника фетуса, чиме се повећава ризик од нежељеног исхода трудноће. |
| Утероплацентна хипоксија | - У овом стању оксигенација мајке је нормална, али је ослабљена утероплацентна циркулација. - Повезана је са абнормалном плацентацијом у раној фази гестације и плацентално васкуларном болести у каснијем периоду трудноће. - Абнормална имплантација плаценте је чест налаз у трудноћи компликован ИУГР-ом, гестацијском хипертензијом и прееклампсијом. - Постоји повећани ризик за мајку и фетус да развију кардиоваскуларне болести касније у животу..        |
| Постплацентна хипоксија  | - У овом стању само фетус је хипоксичан. - Ово стање је повезано са смањеним протоком материчних артерија (нпр. због механичкe компресијe, руптуре и тромботичних оклузија), прогресивног срчаних аномалија фетуса (нпр потпуна конгенитална срчана блокада, сложене конгениталне малформације срца), или због тешке генетске аномалије. |

## Облици интраутерине хипоксије према трајању

### Акутна хипоксија плода
Узроци акутне хипоксије плода који изазивају брзи прекид дотока кисеоника у тело могу бити: 
- пролапс пупчанника,
- чврсто уплитање пупчане врпце око врата фетуса,
- чврсто увртање пупчане врпце око своје осе,
- акутно крварење материце,
- плацента праевија и превремено одвајање постељице током порођаја,
- абнормални положај плода,
- превремени порођај, итд .